# Weir Group
Weir Group é uma empresa de engenharia Britânica com sede em Glasgow. Ela opera em mais de 70 países empregando cerca de 14.000 pessoas e atua nas áreas de mineração, petróleo, gás e mercados de energia.

## Operações
A empresa tem 3 divisões de negócio:
Weir Minerals que fabrica diversos tipos de equipamentos para mineração como bombas, válvulas, equipamentos de desidratação, e etc.
Weir Oil & Gas projeta e fabrica equipamentos e peças para indústria petrolífera.
Weir Power & Industrial atua na área de equipamentos industriais e de energia elétrica e máquinas industriais.